# Йозеф Франц фон Лобковиц
Йозеф Франц Максимилиан Фердинанд Филип Йохан Антон Габриел Винценц Амброзиус фон Лобковиц (на немски: Josef Franz Maximilian Ferdinand Philipp Johann Anton Gabriel Vincenz Ambrosius 7. Fürst von Lobkowicz; * 8 декември 1772, Виена; † 16 декември 1816, Требон/Витингау, Чехия) е 7. княз от род Лобковиц и последният херцог на Заган (3 май 1786), 1. херцог на Роуднице, австрийски и бохемски генерал-майор, меценат на изкуството.

## Живот
Той е единствен син на музик-мецен 6. княз Фердинанд Филип Йозеф фн Лобковиц, херцог на Заган (1724 – 1784) и съпругата му принцеса Габриела де Савоя-Каринян (1748 – 1828), дъщеря на принц Луиджи Виторио ди Савоя-Каринян (1721 – 1778) и ландграфиня Кристина фон Хесен-Райнфелс-Ротенбург (1717 – 1778).
Към него дълго време се отнасят като към дете и много строго. Той е музикално талантлив, свири добре на цигулка и чело. Той наследява на 12 години баща си през 1784 г. под опекунството на майка си Габриела Савойска и на братовчеда на баща му княз Фердинанд Филип Август Антон Лобковиц от линията Мелник-Хорин. През 1786 г. император Йозеф II го прави херцог на Роуднице. През 1786 г. се продава херцогството Заган на херцога фон Бирон и Курландия.
Йозеф Франц започва военна кариера и накрая е генерал-майор. През 1796 г. основава свой оркестър с отлични музиканти. От 1807 г. е член на централната дирекция на Виенския дворцов театър и ръководи операта.
Йозеф Хайдн пише за него два квартета. Той помага на Лудвиг ван Бетховен, който представя почти всичките си големи композиции в палата Лобковиц във Виена. Той осигурява (с други двама) на Бетховен през 1809 г. дългогодишна рента. Бетховен му посвещава няколко композиции.
След финансовото проваляне на монархията след войните от 1809 и 1810 г. против Наполеон той получава сериозни финансови трудности, заради големите разходи през 1809 г. и за 14-дневната сватба (над 1 милион гулди) на дъщеря му Габриела с Винценц Ауершперг в Роуднице над Лабем през септември 1811 г. с 10 000 гости.
Йозеф Франц става през 1809 г. рицар на австрийския Орден на Златното руно. Той умира на 44 години на 16 декември 1816 г. в Требон (Витингау) и е погребан в „Св. Вацлав“, Роуднице над Лабем.

## Фамилия
Йозеф Францсе жени на 2 август 1792 г. в църквата „Карл“ във Виена за принцеса Мария Каролина Терезия Регина фон Шварценберг (* 7 септември 1775, Виена; † 24 януари 1816, Прага), дъщеря на 5. княз Йохан I фон Шварценберг (1742 – 1742) и Мария Елеонора фон Йотинген-Валерщайн (1747 – 1797), дъщеря на княз Филип Карл Доминик фон Йотинген-Валерщайн (1722 – 1766) и княгиня Шарлота Юлиана фон Йотинген-Балдерн (1728 – 1791). Те имат 12 деца:
- Мария-Габриела (* 19 юли 1793, Виена; † 11 май 1863, Виена), омъжена на 23 септември 1811 г. в Роуднице над Лабем за принц Винценц фон Ауершперг (* 9 юни 1790, Прага; † 16 февруари 1812, Виена)
- Мария Елеонора Каролина (* 28 октомври 1795, Виена; † 10 март 1876, Грац), омъжена на 11 октомври 1812 г. във Виена за княз Верианд цу Виндиш-Грец (* 1 юни 1790; † 27 октомври 1867)
- Фердинанд Йозеф Йохан Непомук (* 13 април 1797, Оберхелабрун; † 18 декември 1868, Виена), 8. княз на Лобковиц, херцог на Раудниц, рицар на Ордена на Златното руно (15 септември 1836), женен на 9 септември 1826 г. във Виена за принцеса Мария фон Лихтенщайн (* 3 декември 1808; † 24 май 1871); имат 4 деца
- Йохан Непомук Карл Филип (* 14 януари 1799, Виена; † 6 юни 1878, Конопище, погребан в „Св. Вацлав“, Роуднице), принц, женен на 20 май 1834 г. във Виена за графиня Каролина фон Врбна-Фройдентал (* 11 декември 1815; † 18 октомври 1843); имат 5 деца
- Тереза Каролина Сидония (* 13 септември 1800; † 20 септември 1868, Кримице)
- Мария Паулина (*/† 30 декември 1801)
- Йозеф Франц Карл (* 17 февруари 1803, Виена; † 18 март 1875, Прага), принц, таен съветник 1854, генерал на кавалерията, женен I. на 20 август 1835 г. в Прага за Антония Кински фон Вчинитц-Тетау (* 15 юли 1815; † 31 декември 1835), II. на 11 май 1848 г. във Виена за принцеса Мария Сидония фон Лобковиц (* 4 октомври 1828; † 25 февруари/октомври 1917) и имат 9 деца
- Карл Йохан (* 24 февруари 1804; † 11 април 1806)
- Лудвиг Йохан Карл Йозеф/Алоиз (* 30 ноември 1807, Виена; † 3 септември 1882, Гр.-Мезерич), принц, капитан на кавалерията, женен на 6 май 1837 г. във Виена за принцеса Леополдина фон Лихтенщайн (* 4 ноември 1815; † 8 септември 1899); имат 4 деца
- Анна Мария Терезия (* 22 януари 1809, Виена; † 25 октомври 1881, Ашах на Дунав), омъжена на 29 май 1827 г. във Виена за граф Франц Ернст фон Харах-Рорау-Танхаузен (* 13 декември 1799, Виена; † 26 февруари 1884, Ница)
- Сидония Каролина (* 13 януари 1812, Жезери, Айзенберг; † 20 юни 1880, дворец Щюбинг, Щирия), омъжена на 6 ноември 1832 г. в Жезери за граф Леополд Пали-Даун де Ердьод (* 2 декември 1807; † 8 декември 1900)
- Карл (* 14 ноември 1814; † 26 септември 1879), принц, женен на 14 септември 1856 г. за фрайин Юлия фон Редвиц (* 25 септември 1840; † 4 юни 1895), бездетен